# Goetzingen
Goetzingen (Luxemburgs: Gëtzen) is een plaats in de gemeente Koerich en het kanton Capellen in Luxemburg.
Goetzingen telt 334 inwoners (2001).
Goeblange · Goetzingen · Koerich · Windhof

Luxemburgse gemeenten · Kanton Capellen · Luxemburg